# André Barros
André Teixeira Monteiro de Barros (Santiago, 21 de junho de 1965) é um diretor e ator brasileiro nascido no Chile. É filho do jornalista e político Artur da Távola. Seu pai encontrava-se exilado no Chile na época em que André nasceu.

## Biografia
André Barros participou de algumas telenovelas da Rede Globo, como Força de um Desejo (1999–2000) e Celebridade (2003–2004), ambas do autor Gilberto Braga. Entre o final de 1999 até o início de 2001 namorou a atriz Mariana Ximenes. É casado com a atriz Patrícia Werneck, com quem tem um filho, Antônio Werneck Barros, nascido em 31 de julho de 2010. Seu último trabalho como ator na TV se deu na telenovela Insensato Coração, onde retomou a parceria com Gilberto Braga.

## Trabalhos na televisão
| Ano  | Personagem         | Título            | Nota                  |
| ---- | ------------------ | ----------------- | --------------------- |
| 1992 | Anos Rebeldes      | Bernardo          |                       |
| 1993 | Olho no Olho       | Xuxa              |                       |
| 1993 | Guerra sem Fim     | Guará             |                       |
| 1996 | Colégio Brasil     | Dan               |                       |
| 1996 | O Campeão          | Tasso             |                       |
| 1997 | Você Decide        | —                 | Episódio: O Desfalque |
| 1998 | Labirinto          | Beto              |                       |
| 1999 | Força de um Desejo | Trajano Cantuária |                       |
| 2000 | Aquarela do Brasil |                   |                       |
| 2001 | Malhação           | Rafael            |                       |
| 2003 | Celebridade        | Joel Cavalcanti   |                       |
| 2006 | JK                 | Clóvis Pinto      |                       |
| 2011 | Insensato Coração  | Zeca              |                       |

### Como Diretor
- 2012  Gabriela
- 2013  Amor à Vida
- 2014  Boogie Oogie
- 2015  Verdades Secretas
- 2016  A Lei do Amor
- 2017  O Outro Lado do Paraíso
- 2018  Segundo Sol
- 2019  A Dona do Pedaço
- 2021  Dom
- 2022 Travessia

## Trabalhos no cinema
- 1986 Os Trapalhões e o Rei do Futebol
- 1990 Stelinha - Pacristão
- 1993 Batimam e Robim - Mário/Robim
- 1995 Cinema de Lágrimas - Yves
- 1998 O Mistério no Colégio Brasil
- 2002 As Três Marias - João Capadócio
- 2003 O Homem do Ano - Marlênio
- 2009 Bela Noite Para Voar - Affonso